# Asphodelus aestivus
Asphodelus aestivus — вид квіткових рослин родини ксантореєві (Xanthorrhoeaceae). лат. aestivus — «який стосується літа».

## Опис
Гола і блакитно-зелена рослина. Має бульбове коріння. Висота: 0,5–1,2 м. Листки загострені, до 40 × 2 см, плоскі, з гладким краєм. Соковите листя отруйне для овець, але в літню спеку, коли листя стає сухим, втрачає свою отруйність. Квітка має шість білих пелюсток з блідо-коричневими жилами, 10–15 × 2–4 мм еліптичні або довгасто-яйцеподібні, тупі. Пиляки жовті 2–2,5 мм. Квіти з січня по квітень. Плоди майже кулясті 5,5–7,5 мм обернено-яйцеподібні. Насіння сіре з білими бутонами.

## Поширення
Вид можна знайти в Середземномор'ї: Португалії, Гібралтарі, Іспанії, Франції, Італії, Греції, Туреччині та в Ізраїлі. Він росте в сухих луках і на скелястому або піщаному ґрунті.

## Галерея

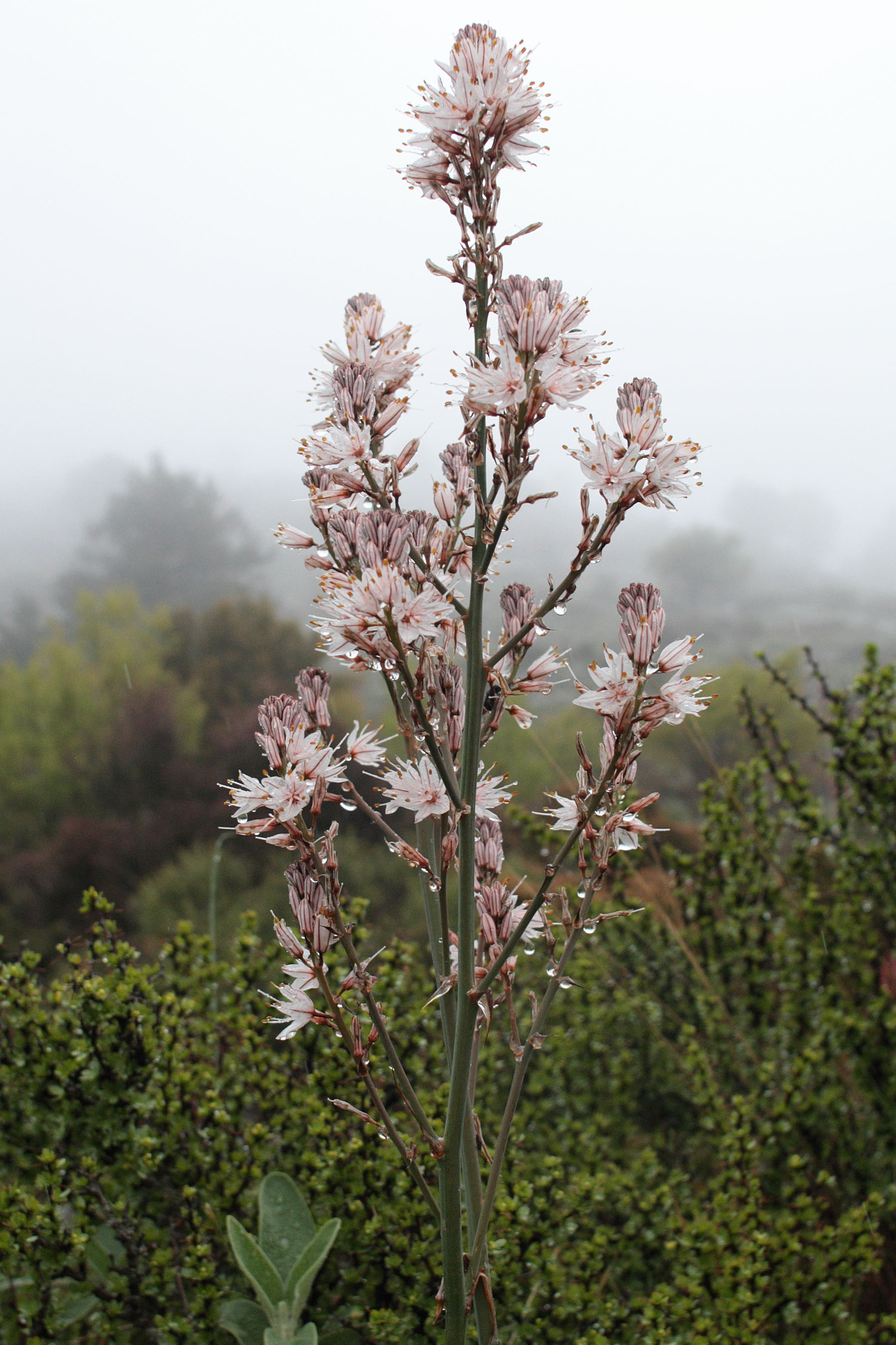
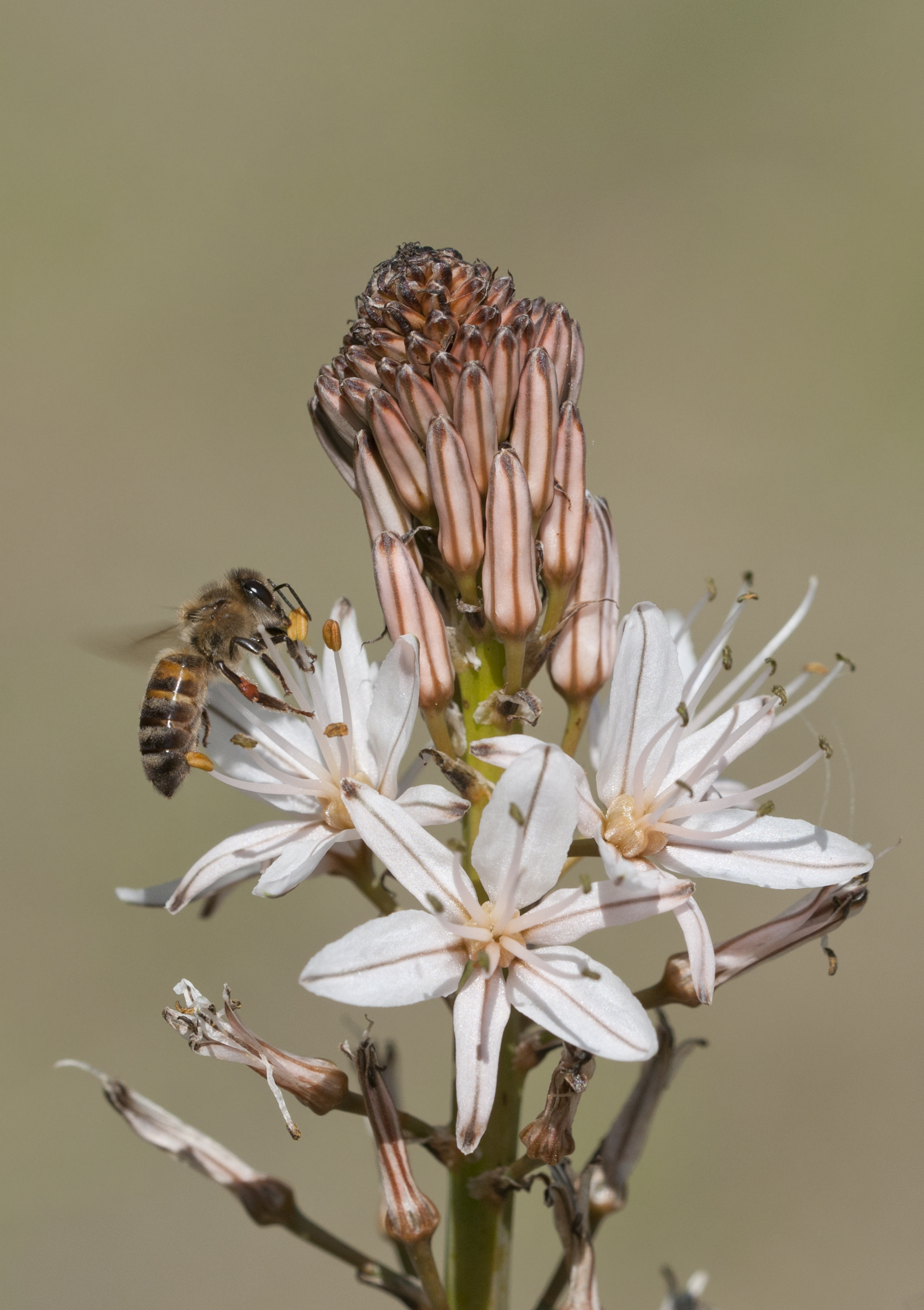
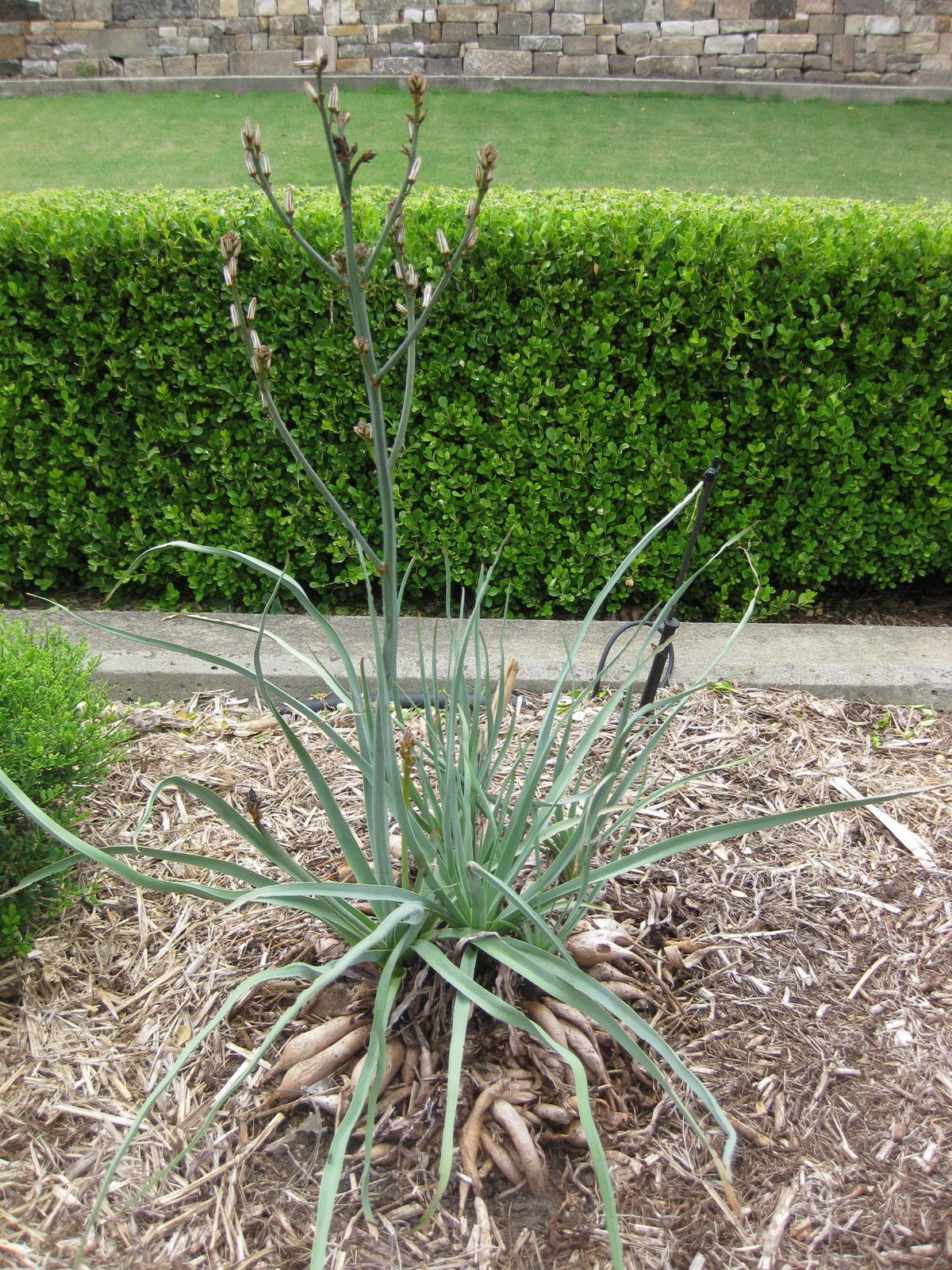
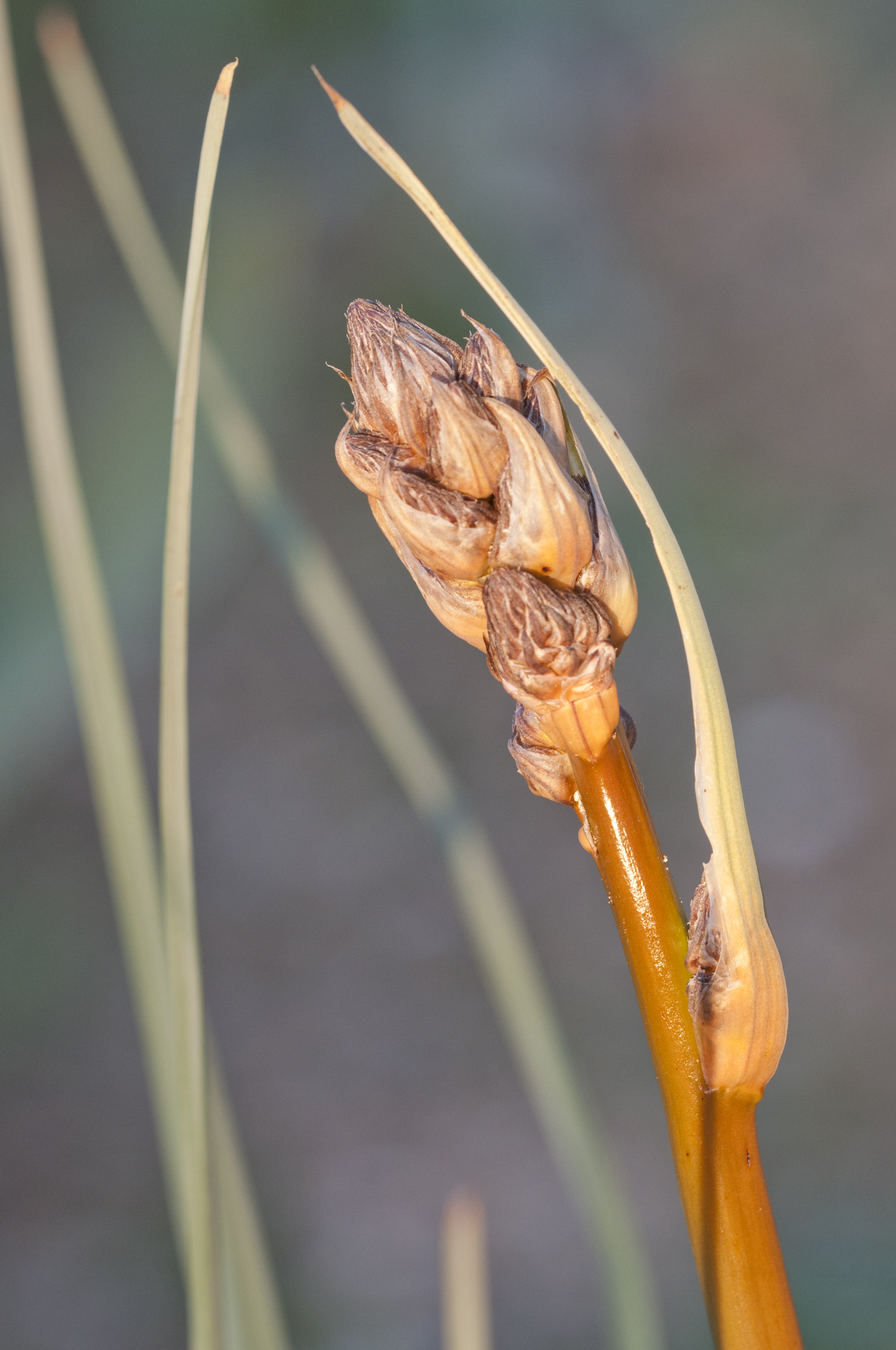